# Liste der Monuments historiques in Conflans-en-Jarnisy
Die Liste der Monuments historiques in Conflans-en-Jarnisy führt die Monuments historiques in der französischen Gemeinde Conflans-en-Jarnisy auf.

## Liste der Immobilien
| Bezeichnung | Beschreibung            | Standort                                    | Kennzeichnung | Schutzstatus | Datum | Bild           |
| ----------- | ----------------------- | ------------------------------------------- | ------------- | ------------ | ----- | -------------- |
| Beinhaus    | aus dem 16. Jahrhundert | Rue des Jardiniers, auf dem Friedhof (Lage) | PA00106014    | Classé       | 1987  | weitere Bilder |

## Liste der Objekte
| Bezeichnung                 | Beschreibung                          | Standort                | Kennzeichnung | Schutzstatus | Datum | Bild |
| --------------------------- | ------------------------------------- | ----------------------- | ------------- | ------------ | ----- | ---- |
| Skulptur Heiliger Fiacrus   | Holz, farbig gefasst, 18. Jahrhundert | im ehemaligen Pfarrhaus | PM54001479    | Inscrit      | 1996  |      |
| Skulptur Heiliger Rochus    | Holz, farbig gefasst, 18. Jahrhundert | im ehemaligen Pfarrhaus | PM54001477    | Inscrit      | 1996  |      |
| Skulptur Heiliger Gibrian   | Holz, farbig gefasst, 18. Jahrhundert | im ehemaligen Pfarrhaus | PM54001478    | Inscrit      | 1996  |      |
| Skulptur Heiliger Sebastian | Holz, farbig gefasst, 18. Jahrhundert | im ehemaligen Pfarrhaus | PM54001480    | Inscrit      | 1996  |      |